# La Pomme Marseille/Saison 2012
Dieser Artikel listet Erfolge und Fahrer des Radsportteams La Pomme Marseille in der Saison 2012 auf.

## Erfolge in der UCI Europe Tour
| Datum         | Rennen                     | Kat. | Fahrer              |
| ------------- | -------------------------- | ---- | ------------------- |
| 10. April     | Paris–Camembert            | 1.1  | Pierre-Luc Périchon |
| 27. April     | 3. Etappe Tour de Bretagne | 2.2  | Thomas Vaubourzeix  |
| 29. April     | 5. Etappe Tour de Bretagne | 2.2  | Evaldas Šiškevičius |
| 15. August    | 2. Etappe Tour du Limousin | 2.HC | Evaldas Šiškevičius |
| 14. September | Grand Prix de la Somme     | 1.1  | Evaldas Šiškevičius |

## Platzierung in UCI-Ranglisten
| UCI Continental Circuit | Platz |
| ----------------------- | ----- |
| UCI Asia Tour 2012      | 33    |
| UCI Europe Tour 2012    | 30    |

## Zugänge – Abgänge
| Zugänge             | Team 2011 | Abgänge               | Team 2012              |
| ------------------- | --------- | --------------------- | ---------------------- |
| Clément Koretzky    | Neoprofi  | Julien Antomarchi     | Team Type 1-Sanofi     |
| Yannick Martinez    | Neoprofi  | Indulis Bekmanis      | Rietumu-Delfin         |
| Pierre-Luc Périchon | Neoprofi  | Daniel Díaz           | San Luis Somos Todos   |
| Grégoire Tarride    | Neoprofi  | Justin Jules          | Véranda Rideau-Super U |
|                     |           | Rihards Bartuševičs   | Unbekannt              |
|                     |           | Toms Flaksis          | Unbekannt              |
|                     |           | Eduardo Gonzalo       | Unbekannt              |
|                     |           | Aleksandrs Kurbatskis | Unbekannt              |
|                     |           | Raivis Skujinš        | Unbekannt              |
|                     |           | Jānis Stonis          | Unbekannt              |

## Mannschaft
| Name                | Geburtstag        | Nationalität |
| ------------------- | ----------------- | ------------ |
| Yohan Cauquil       | 4. März 1985      | Frankreich   |
| Mathieu Delarozière | 29. Juni 1985     | Frankreich   |
| Benjamin Giraud     | 23. Januar 1986   | Frankreich   |
| Clément Koretzky    | 30. Oktober 1990  | Frankreich   |
| Yannick Martinez    | 4. Mai 1988       | Frankreich   |
| Pierre-Luc Périchon | 4. Januar 1987    | Frankreich   |
| Evaldas Šiškevičius | 30. Dezember 1988 | Litauen      |
| Toms Skujinš        | 15. Juni 1991     | Lettland     |
| Grégoire Tarride    | 10. Juli 1991     | Frankreich   |
| Thomas Vaubourzeix  | 16. Juni 1989     | Frankreich   |